# Катастрофа Fokker F28 под Драйденом
Катастрофа Fokker F28 под Драйденом — авиационная катастрофа, произошедшая в пятницу 10 марта 1989 года. Авиалайнер Fokker F28-1000 Fellowship авиакомпании Air Ontario совершал плановый внутренний рейс ONT1363 по маршруту Тандер-Бей—Драйден—Виннипег, но уже через 15 секунд после вылета из Драйдена потерял скорость и рухнул в лес в 413 метрах от взлётной полосы аэропорта Драйдена. Из находившихся на его борту 69 человек (65 пассажиров и 4 члена экипажа) погибли 24.

## Самолёт
Fokker F28-1000 Fellowship (регистрационный номер C-FONF, заводской 11060) был выпущен в 1972 году (первый полёт совершил 6 ноября). 23 марта 1973 года был куплен турецкой авиакомпанией Turkish Airlines (борт TC-JAR, имя Sivas). В сентябре 1987 года был передан французской авиакомпании TAT (борт F-GEXT). В мае 1988 года был куплен канадской авиакомпанией Air Ontario, в которой получил бортовой номер C-FONF. Оснащён двумя турбореактивными двигателями Rolls-Royce Spey 555-15. На день катастрофы совершил 23 773 цикла «взлёт-посадка» и налетал 20 852 часа.

## Экипаж
Самолётом управлял опытный экипаж, состав которого был таким:
- Командир воздушного судна (КВС) — 52-летний Джордж Дж. Морвуд (англ. George J. Morwood). Очень опытный пилот, проработал в авиакомпании Air Ontario 16 лет (с 1973 года); ранее работал в авиакомпании Maritime Central Airways. Управлял самолётами Convair CV-440, Convair CV-580 и Grumman Gulfstream II. В должности командира Fokker F28 — с января 1989 года. Налетал свыше 24 100 часов, 81 из них на Fokker F28.
- Второй пилот — 35-летний Кит Б. Милис (англ. Keith B. Milis). Очень опытный пилот, проработал в авиакомпании Air Ontario 10 лет (с 1979 года); ранее работал в авиакомпании Austin Airways. Управлял самолётами Cessna 402, DHC-6, Hawker Siddeley HS-748 и Cessna Citation. В должности второго пилота Fokker F28 — с февраля 1989 года. Налетал свыше 10 000 часов, 65 из них на Fokker F28.

В салоне самолёта работали две стюардессы:
- Кэтрин Л. Сэй (англ. Katherine L. Say), 31 год. На лётной работе с 1 декабря 1988 года.
- Соня В. Хартвик (англ. Sonia V. Hartwick), 26 лет. На лётной работе с 14 октября 1988 года.

## Хронология событий

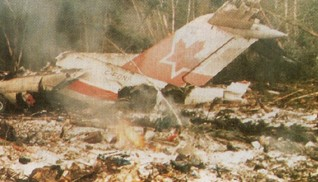
Обломки рейса 1363

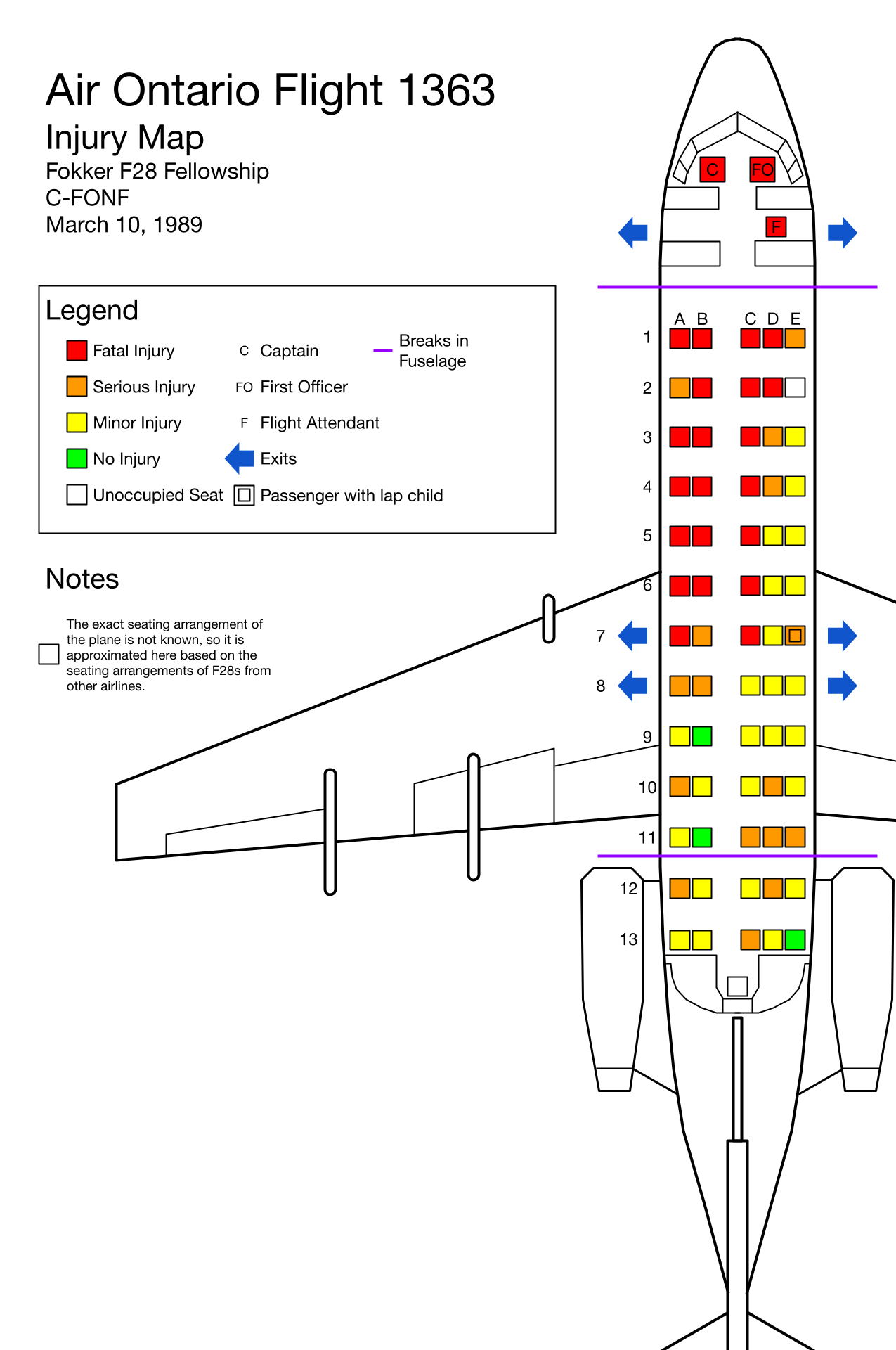
Диаграмма травм пассажиров рейса 1363 в зависимости от их местонахождения

## Расследование
Расследование причин катастрофы рейса ONT1363 проводила специальная Канадская Комиссия по расследованию.
Окончательный отчёт расследования был опубликован 27 марта 1992 года.

## Культурные аспекты
Катастрофа рейса 1363 Air Ontario показана в 9 сезоне канадского документального телесериала Расследования авиакатастроф в серии В снежном плену.